# 猪鼻一帆
猪鼻 一帆（いのはな かずほ、1980年 - ）は、日本の造園家、作庭家。京都府生まれ。いのはな夢創園を主宰。京都を拠点に日本各地および海外にて日本庭園の作庭を手がける。京都府造園協同組合に加盟。

## 来歴
1998年に京都府立桂高等学校を卒業。その後、熊本の造園会社で庭師修行を積む。造園家である父・猪鼻昌司の下で庭づくりを学び、後年にいのはな夢創園を継承。2014年にハウステンボスで行われた世界フラワーガーデンショー2014（ガーデニングワールドカップ）にて金賞・最優秀施工賞を受賞。2016年にシンガポールガーデンフェスティバルにて金賞を受賞。国内では邸宅や店舗、オフィス、工場、ミュージアム、寺社などの作庭を手がける。竹中工務店が運営する日本で唯一の大工道具の博物館「竹中大工道具館」の作庭のほか、MARUWAの瀬戸工場に手がけた屋内庭園は「2024年度 全国みどりの工場大賞 日本緑化センター会長賞」を受賞 。海外ではベトナムやモンゴルで日本庭園の作庭を手がける。

## 代表作
- 永興寺（曹洞宗 大本山永平寺の末寺）[3]
- 竹中大工道具館（2017）[4]
- kudan house/旧山口萬吉邸（2018）[5]
- ベトナム・ホーチミンの企業オフィス内にて日本庭園を作庭（2020）
- MARUWA瀬戸工場の屋内庭園（2024）